# Tobias Rau
Pour les articles homonymes, voir Rau.
Tobias Rau est un footballeur allemand né le 31 décembre 1981 à Brunswick.

## Carrière
- 1999-2001 : Eintracht Braunschweig  Allemagne
- 2001-2003 : VfL Wolfsburg  Allemagne
- 2003-2005 : Bayern Munich  Allemagne
- 2004-2005 : Bayern Munich II  Allemagne
- 2005-2009 : Arminia Bielefeld  Allemagne